# Vlkošov
Vlkošov je malá vesnice, část obce Bezvěrov v okrese Plzeň-sever v Plzeňském kraji. Nachází se asi 4,5 kilometru  severovýchodně od Bezvěrova. Vlkošov je také název katastrálního území o rozloze 5,34 km².

## Historie
Krajina v okolí Vlkošova byla osídlena již v pravěku. Asi 900 metrů východně od vesnice je na ostrožně nad Manětínským potokem archeologicky doloženo výšinné sídliště. Keramické zlomky se nepodařilo datovat, ale hypoteticky by mohly pocházet z eneolitu nebo doby halštatské.
První písemná zmínka o vesnici pochází z roku 1186.

## Obyvatelstvo
Při sčítání lidu v roce 1921 zde žilo 198 obyvatel (z toho devadesát mužů), z nichž bylo dvanáct Čechoslováků a 186 Němců. Všichni se hlásili k římskokatolické církvi. Podle sčítání lidu z roku 1930 měla vesnice 211 obyvatel: osm Čechoslováků a 203 Němců. I tentokrát všichni byli římskými katolíky.
| Rok            | 1869 | 1880 | 1890 | 1900 | 1910 | 1921 | 1930 | 1950 | 1961 | 1970 | 1980 | 1991 | 2001 | 2011 | 2021 |
| -------------- | ---- | ---- | ---- | ---- | ---- | ---- | ---- | ---- | ---- | ---- | ---- | ---- | ---- | ---- | ---- |
| Počet obyvatel | 218  | 185  | 191  | 190  | 175  | 198  | 211  | 57   | 75   | 73   | 50   | 62   | 56   | 70   | 59   |
| Počet domů     | 36   | 36   | 34   | 34   | 36   | 35   | 37   | 27   | 27   | 20   | 17   | 19   | 21   | 22   | 21   |

## Obecní správa
Při sčítání lidu v letech 1869–1950 Vlkošov byl samostatnou obcí, se kterým patřil nejprve do okresu Kralovice, ale v letech 1900–1930 v okrese Planá a v roce 1950 v okrese Toužim. Od roku 1960 je částí obce Bezvěrov v okrese Plzeň-sever. V roce 1950 k obci patřil Potok.

## Pamětihodnosti
- U rybníka na severním okraji vesnice se dochovala památkově chráněná[11] vlkošovská tvrz postavená v patnáctém století a opevněná valy a příkopy.[12]
- Na návsi stávala kaple ze druhé poloviny devatenáctého století. Měla obdélný půdorys s rustikovanými rohy a valbovou střechu s šestibokou zvonicí.[13] Zbořena byla mezi lety 1945 a 1989.[14]